# Sie Süe-kung
Sie Süe-kung (čínsky pchin-jinem Xiè Xuégōng, znaky zjednodušené 解学恭; 6. října 1916 – 3. března 1993) byl čínský komunistický politik, který v letech 1967–1978 vedl město Tchien-ťin jako předseda tamního revolučního výboru a první tajemník městského výboru KS Číny. Předtím působil jako tajemník chepejského provinčního výboru KS Číny (1958–1966) a náměstek ministra zahraničního obchodu (1952–1958). Od roku 1969 byl členem ústředního výboru KS Číny. Podpořil kulturní revoluci, patřil k okruhu spojenců Ťiang Čching. Roku 1978 byl proto odvolán ze všech funkcí a úřadů a roku 1987 vyloučen z KS Číny.

## Život
Sie Süe-kung se narodil 6. října 1916 v okrese Si na západě provincie Šan-si. Studoval na střední škole, roku 1936 vstoupil do Komunistické strany Číny a téhož roku se přidal k čínské Rudé armádě. V letech 1938–1945 byl komisařem komunistických partyzánských oddílů působících na jihozápadě Šan-si, poté zaujímal stranické funkce na okresní úrovni ve stejném regionu. Roku 1949 pracoval ve vedení města Tchaj-jüan, poté do roku 1951 vedl organizační oddělení šansijského provinčního výboru KS Číny a současně i řídil provinční stranickou školu a vedl kontrolní úřad provinční vlády. V letech 1951–1952 byl zástupcem tajemníka šansijského provinčního výboru KS Číny, v první polovině roku 1952 jako tajemník provinčního výboru vedl šansijské komunisty. Od léta 1952 do roku 1954 vedl organizační oddělení severočínského byra ÚV KS Číny.
Koncem roku 1952 byl přeložen do ústředních vládních orgánů, když byl od listopadu 1952 do dubna 1958 náměstkem ministra zahraničního obchodu. V dubnu 1958 přešel na místo jednoho z tajemníků chepejského provinčního výboru KS Číny (do března 1961) a od listopadu 1960 byl i jedním z tajemníků severočínského byra ÚV KS Číny (do prosince 1966). Roku 1964 byl zvolen poslancem Všečínského shromáždění lidových zástupců (za Vnitřní Mongolsko, do 1975).
Po odvolání Ulanfua z vedení Vnitřního Mongolska byl zvolen prvním tajemníkem tamní stranické organizace, fakticky však úřad nepřevzal; od ledna 1967 totiž působil jako první tajemník městského výboru KS Číny v Tchien-ťinu. V čele Tchien-ťinu zůstal více než deset let, postupně jako první tajemník městského výboru KS Číny, od prosince 1967 předseda revolučního výboru, od května 1971 opět i jako první tajemník obnoveného městského výboru KS Číny. Současně byl od října 1969 do října 1975 politickým komisařem Pekingského vojenského okruhu. Na IX. sjezdu KS Číny v dubnu 1969 byl zvolen členem ústředního výboru (znovuzvolen na X. a XI. sjezdu v letech 1973 a 1977). Začátkem roku 1978 byl podruhé zvolen poslancem Všečínského shromáždění lidových zástupců.
Aktivně prosazoval politiky kulturní revoluce, byl blízký k Ťiang Čching a jejím spojencům; v letech 1977–1978 byl kvůli tomu terčem kritiky, podpořené i Teng Siao-pchingem, a v červnu 1978 odvolán z vedení města a zbaven i ostatních funkcí a úřadů. Wang Che-šou (tajemník kontrolní a disciplinární komise KS Číny) požadoval i jeho vyloučení ze strany, Chu Jao-pang se však postavil proti s poukazem na Sie Süe-kungovy zásluhy o založení Čínské lidové republiky. Sie Süe-kung tak byl vyloučen z KS Číny až roku 1987, poté co Chu Jao-pang ztratil politický vliv.
Zemřel 3. března 1993.